# トマホーク (ロケット)
トマホークは、1960年代初頭、アメリカ合衆国のサンディア国立研究所向けにサイオコール社によって開発されたロケット。TE-416の型式番号を持つ。TE-416トマホークは単独で発射することも出来るが、例えばナイキを一段目に使用したナイキ・トマホークのように他のロケットの2段目として使用することも出来る。TE-416トマホークは53 kNの推力を持ち、燃焼時間は9.5秒、直径は23cmで翼幅は93cmである。